# Крепость Дяоюй
Крепость Дяоюй (кит. упр. 钓鱼城, пиньинь Diàoyúchéng) — крепость на горе Дяоюй площадью 2,94 км2, занимает полуостров, недалеко от слияния рек Цзялинцзян, Фуцзян и Цюйцзян, находится на территории национального парка «Гора Цзиньюньшань в Чунцине» в районе городского подчинения Хэчуань в городе Чунцин. Построена в XII—XIII веке архитектором Ю. Цзяном. Известна тем, что во время нашествия монголов в XIII веке выдержала осаду, длившуюся более тридцати лет. С 1996 года входит в список охраняемых памятников Китайской Народной Республики.

## История
Название крепости восходит к легенде. На местной горе во время потопа спаслось много людей. Среди них начался голод, и тогда с небес сошло божество и наловило для них рыбы. В память о чудесном спасении люди назвали эту гору «Рыбацкой», или Дяоюй, а построенное здесь фортификационное сооружение «Рыбацкой крепостью», или Дяоюйчэн.
В истории Китая крепость известна тем, что под её стенами в XIII веке произошло знаменитое сражение при крепости Дяоюй. С 1235 года на территорию китайской империи Сун стали нападать монголы, а с 1257 года хан Мункэ развернул полномасштабную войну. Он повёл свою армию в провинцию Сычуань. В феврале 1259 года армия осадила крепость Дяоюй, которую так и не смогла взять. Сам хан Мункэ умер во время осады в августе того же года. По мнению некоторых историков, его смерть предотвратила завоевание монголами северной Африки.
С 1243 по 1279 год крепость Дяоюй осаждалась более двухсот раз, и каждый раз оказывала упорное сопротивление. После смерти хана Мункэ правителем монголов стал хан Хубилай, который в 1279 году завершил завоевание Китая и основал империю Юань. Гарнизон крепости согласился признать власть новой династии при условии, что ни сама крепость, ни её защитники не пострадают. Условие было выполнено, и ныне это единственное сохранившееся в Китае фортификационное сооружение домонгольского периода.
На территории крепости Дяоюй, кроме военно-оборонительных сооружений, находятся природно-архитектурные ландшафты и памятники религиозной архитектуры.